# Bilhorod-Dnistrovskyi
Bilhorod-Dnistrovskyi (tiếng Ukraina: Білгород-Дністровський) hay còn được gọi là Akkerman là một thành phố của Ukraina. Thành phố này thuộc tỉnh Odessa. Thành phố này có diện tích 31 km2, dân số theo điều tra dân số năm 2001 là 51890 người.